# Tinodes anemoessa
Tinodes anemoessa là một loài Trichoptera trong họ Psychomyiidae. Chúng phân bố ở miền Cổ bắc.